# Callipallene evelinae
Callipallene evelinae là một loài nhện biển trong họ Callipallenidae. Loài này thuộc chi Callipallene. Callipallene evelinae được miêu tả khoa học năm 1940 bởi Marcus.